# Kraków Podgórze
Kraków Podgórze – kolejowy przystanek osobowy oraz posterunek odgałęźny w Krakowie, w województwie małopolskim.

## Ruch pasażerski
| Rok  | Wymiana pasażerska na dobę |
| ---- | -------------------------- |
| 2017 | 50–99                      |
| 2022 | 200–299                    |

Znajduje się w pobliżu skrzyżowania ulicy Wielickiej z aleją Powstańców Śląskich, po północnej stronie dawnego peronu nr 2 przystanku Kraków Krzemionki. Powstał w ramach budowy nowej linii kolejowej nr 624. Przystanek otwarto 10 grudnia 2017. Został uznany za 8. najbrzydszy obiekt zrealizowany w Polsce w 2017.

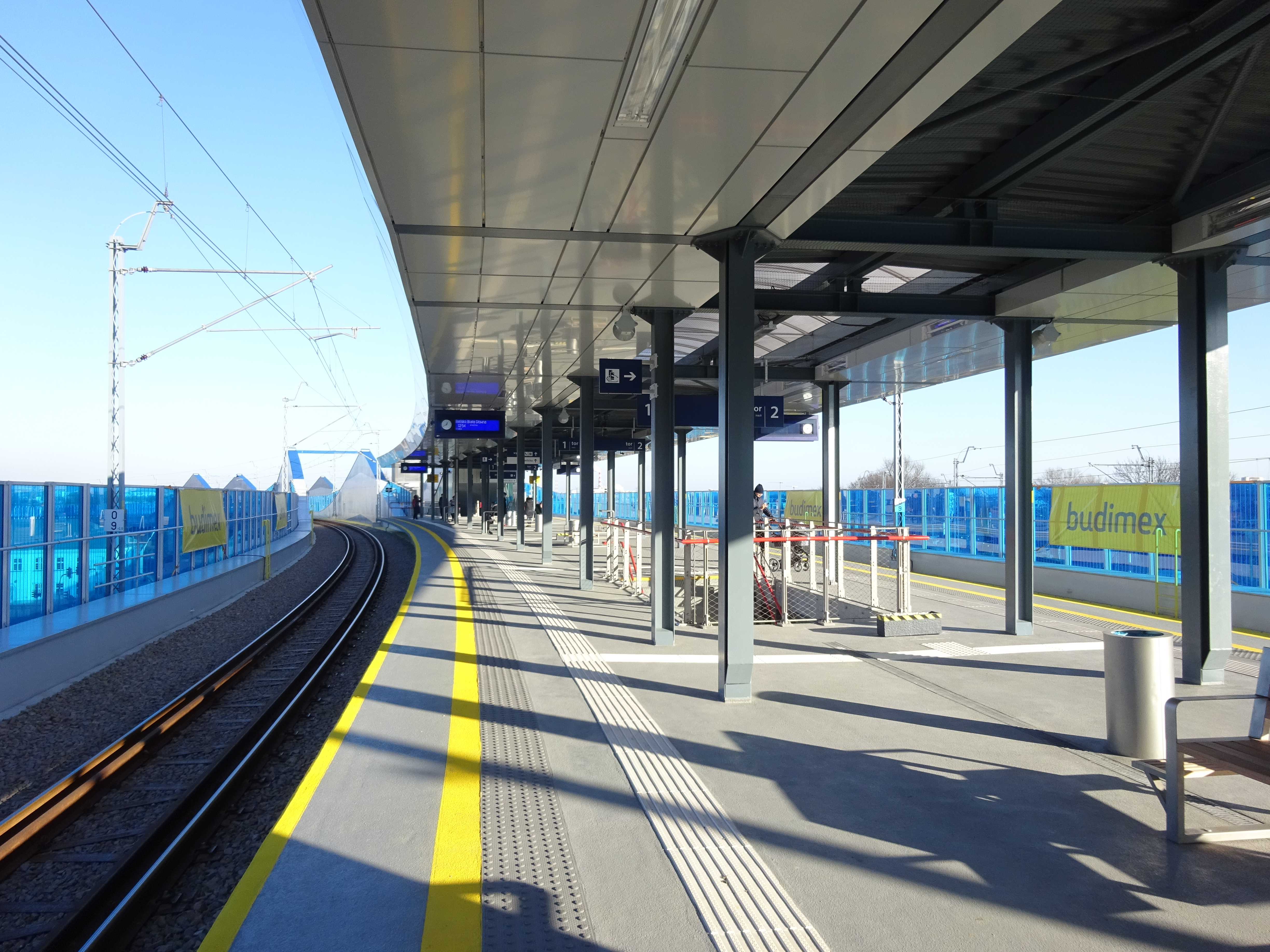
Peron 1 przystanku Kraków Podgórze
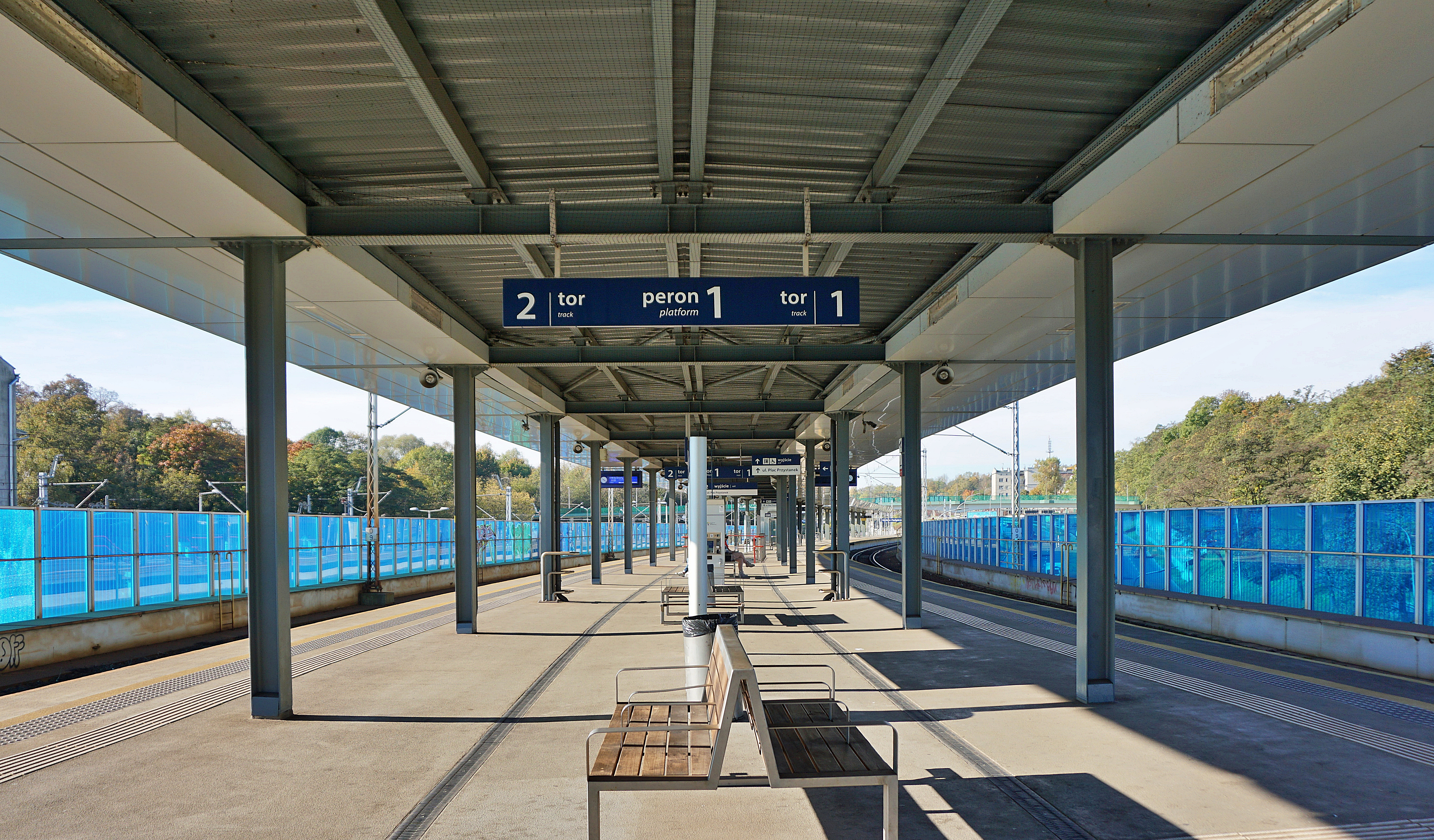
Peron 1, widok na zachód